# David Aruquipa
David Aruquipa (La Paz, 28 de octubre de 1971) es un investigador y activista boliviano por los derechos de las personas LGBT.

## Vida
Estudió Administración de empresas en la Universidad Mayor de San Andrés. Fue presidente del Colectivo de TLGB (Trans, Lesbianas, Gays y Bisexuales) de Bolivia y exdirector de Patrimonio Cultural del Ministerio de Culturas. También es miembro de la Familia Galán, en cuyo seno se hace llamar Danna Galán.

 
Aruquipa y su pareja, Guido Montaño (a quien conoció en 2009, cuando ambos trabajaban como funcionarios públicos) fueron los primeros hombres del mismo sexo en poder unirse legalmente en Bolivia como pareja, después de 10 años de concubinato. Según Aruquipa, la decisión de buscar este reconocimiento legal no fue un gesto romántico sino uno de rabia:
Tenía que someterme a una operación de riesgo y él [Guido] no podía firmar porque su firma no tenía valor. Tenía que ser la de un familiar, aunque llevamos viviendo juntos más de 10 años. Teníamos que hacer artificios para sacar un préstamo en el banco para comprar nuestro departamento, no podía incluirlo en mi seguro médico… Dijimos: Ya basta. No solo es un papel, para nosotros este paso es un cambio en toda la administración. 

## Obra
Como investigador, Aruquipa ha escrito varios libros individuales y colectivos. Entre ellos destacan: Memorias colectivas: miradas a la historia del movimiento TLGB de Bolivia (2012), La China Morena memoria histórica travesti (2012), Si tú me dices ven, lo dejo todo: historias de parejas del mismo sexo en Bolivia (2014) y Reflexiones sobre diversidades sexuales y de género en comunidades indígenas de Bolivia (2016).